# Commiphora enneaphylla
Commiphora enneaphylla är en tvåhjärtbladig växtart som beskrevs av Emilio Chiovenda. Commiphora enneaphylla ingår i släktet Commiphora och familjen Burseraceae. Inga underarter finns listade i Catalogue of Life.